# Drop the Dead Donkey
Drop the Dead Donkey es un sitcom británico que fue emitido en el Channel 4 de Reino Unido entre 1990 y 1998. Los 48 episodios retratan el cotidiano de una emisora de televisión, la TV Globelink.

## Trama
El foco céntrico son las crisis y divergencias del equipo de periodismo de la emisora. Los guionistas de la serie, Andy Hamilton y Guy Jenkin, se preocuparon en llevar hechos reales para los reportajes de la Tv Globelink. El resultado es una comedia mediana, con un poco de romance.

## Elenco
- Neil Pearson ... Dave Charnley
- Jeff Rawle ... George Dent
- David Swift...  Henry Davenport
- Stephen Tompkinson ...  Damien Day
- Victoria Wicks ...  Sally Smedley
- Robert Duncan ... Gus Hedges
- Susannah Doyle ... Joy Merryweather
- Ingrid Lacey ...  Helen Cooper
- Haydn Gwynne ... Alex Pates

## Recepción
Drop the Dead Donkey obtuvo una audiencia media de 3,5 millones de espectadores. Fue exportada para países como Irlanda e Israel, y premiada con un Emmy Internacional de Artes Populares.